# 국도 제32호선 (이란)
국도 제32호선(페르시아어: جاده 32, Road 32)은 테헤란에서 출발하여 카즈빈을 거쳐 타브리즈를 지나 바자르간까지 이어주는 총 연장 880km의 거리를 가진 이란의 일반 국도이다. 그래서 이 도로는 터키의 국경까지 이어주지만, 아시안 하이웨이 1호선의 일부이기도 하다.